# Friedrich Wilhelm Backe
Friedrich Wilhelm Eduard Backe (* 15. Dezember 1800 in Wollin; † 29. September 1846 in Königsberg) war Professor der Rechtswissenschaft in Königsberg.

## Leben
Backe studierte von 1819 bis 1825 Rechtswissenschaft in Berlin und Göttingen. 1825 wurde er an der Berliner Universität promoviert. 1826 ging er als außerordentlicher Professor nach Königsberg. 1833 wurde er zum ordentlichen Professor an der Albertus-Universität Königsberg ernannt, wo er Römisches Recht lehrte. 1841 war Backe Prorektor der Albertus-Universität.

## Werke
- Bonae fidei possessor quemadmodum fructus suos faciat, Berlin, Jur. Diss., 1825.
- Interpretationum juris romani, Teil 1/2, Königsberg: Hartung, 1829; Teil 3, Königsberg: Hartung 1834.